# レーザー溶接
レーザー溶接（レーザーようせつ）とは、レーザー光線のエネルギーを利用して行う溶接のこと。レーザービーム溶接（英語: Laser beam welding）とも言う。

## 特徴
光ビームによって、大気中で透明材料を透過したり、鏡面で反射や絞りができる。このため、エネルギー密度が高いほか、制御もしやすく、微少な溶接や精密な溶接に適している。
また、入熱量が少ないため、熱に対する歪が大きいステンレス鋼などにも使用可能で、非常に深い溶け込みが得られる。
高融点の材料の溶接にも適しているが、材料の表面で反射される場合においては溶接できない。なお、電子ビーム溶接とは違って、シールドガスを使えば大気中でも溶接できる。

## 溶接方法
発振器で発振されたレーザー光線は光路を通じて伝送され、集光レンズで適切なサイズへ集光され、材料に照射されるが、溶接金属部の酸化などを防ぐため、普通、シールドガス（アルゴン、ヘリウム、窒素など）を溶接金属部へ吹き付ける。その後、駆動系が移動することによって溶接が進む。なお、一般に溶接される材料はジグによってテーブルなどに固定されているが、溶接形状によっては溶接材料を抑えるためのジグを専用に用意する必要がある。

## 使用するレーザー
レーザー光線には、気体レーザー、固体レーザー、半導体レーザー、液体レーザーがあるが、このうち炭酸ガスレーザーとYAGレーザーが実用化されている。